# باتريك نغوما
باتريك نغوما (بالإنجليزية: Patrick Ngoma)‏ (مواليد 21 مايو 1997) هو لاعب كرة قدم زامبي في مركز الهجوم. أختير ضم قائمة منتخب زامبيا في كأس الأمم الأفريقية 2015 وشارك في آخر مباراة في دور المجموعات كبديل.
لعب لنادي الاتحاد السكندري المصري منذ يوليو 2015 وحتى فسخ عقده بالتراضي مع النادي في أبريل 2016.